# عمارة (اسم)
عمارة هو اسم علم مذكر من أصل عربي، ومعناه هو ما يعمر به المكان المنزل المبني.

## شخصيات تحمل الاسم
- عمارة العسكري (1925 – 1995)
- عمارة اليمني (1121 – )
- عمارة بن الوليد
- عمارة بن حزم
- عمارة بن عقبة
- عمارة بن غزية (تابعي مدني، وأحد رواة الحديث النبوي)
- عمارة بن مخشي الضمري الكناني
- عمارة بن يونس (سياسي جزائري، 1958 – )
- عمارة بورتووندو (مغنية كوبية، 29 أكتوبر 1930[3][4] – )
- عمارة دنقس ( – 1535)

## وصلات خارجية
- موسوعة السلطان قابوس لأسماء العرب نسخة محفوظة 5 أبريل 2019 على موقع واي باك مشين.